# Товста (Звенигородський район)
То́вста — село в Україні,  у Звенигородському районі Черкаської області, у складі Вільшанської селищної громади. Населення — 778 чоловік, дворів 353 (на 2009 рік).
Село розташоване за 27 км на південний захід від залізничної станції Городище.

## Історія
Писемні відомості про село збереглися з 1773 року. Назву дали йому чумаки, які їздили в Крим по сіль. Проїжджаючи повз село, на околиці зупинялися біля товстої липи на перепочинок. Шлях чумацький був довгим і виснажливим. Змучені спрагою, вони говорили: «Де та товста?», маючи на увазі липу.
Лаврентій Похилевич у своїх «Сказаннях про населені місцевості Київської губернії» 1864 року пише, що населення тут 1 907 чоловік. Село продане князем Голициним Антону Савицькому, а ним графу Браницькому. Церква в селі була Богородична, дерев'яна, 4-го класу, побудована 1773 року.
За даними Київського статистичного губернського комітету в 1890-х роках село було володінням графині Браницької з 3 103 десятинами землі. В селі функціонували церква, шинок, церковноприходська школа, в якій навчалися хлопчики заможних селян.
У 1929 році, під час примусової колективізації було створено колгосп.
У роки радянсько-німецької війни на боці СРСР воювало 247 жителів села, з них 125 загинуло, на їх честь споруджено обеліск Слави. 3а мужність і героїзм, виявлені в боях з ворогом, орденами й медалями Радянського Союзу нагороджено 250 чоловік.
Село постраждало внаслідок геноциду українського народу, проведеного окупаційним урядом СССР 1923—1933 та 1946–1947 роках.
Станом на 1972 рік у селі проживало 1 605 чоловік. Тут містилася центральна садиба колгоспу ім. Щорса, за яким було закріплено 2 940 га земельних угідь, в тому числі орної землі 2 300 га. Колгосп вирощував зернові й технічні культури.
Працювали середня школа, в якій навчалося 352 учні, будинок культури із залом на 400 місць, клуб, дві бібліотеки з фондом 12 тисяч книг, пологовий будинок, фельдшерсько-акушерський пункт.

## Герб
На зеленому тлі золота липа, яка має три гілки. У нижній частині щита показано одне з місць, з якого розпочалося заселення цієї місцини – річка Товста (Товстянка). У центрі щита – товста золота липа, яка відповідно до легенди дала назву населеному пункту (герб є промовистим). Стовбур та гілки липи утворюють хрест, що уособлює давню приналежність земель села до Мошногірського монастиря. Пізніше, в селі була зведена каплиця, потім церква православна на честь Різдва пресвятої Богородиці. Також, в селі діяла католицька каплиця.

## Сучасність
У селі функціонують Товстівський навчально-виховний комплекс в ньому ж і дитячий садок який перенесли в школу), Будинок культури, медпункт, два магазини, ФГ Царина, УкрПошта, Нова пошта.

## Відомі люди
В селі народились:
- Олександр Іванович Ворона (1954 р.н.) — начальник Управління бухгалтерського обліку, фінінсів та звітності Господарсько-фінінсового депертаменту Кабінету Міністрів України, м. Київ;
- Олександр Володимирович Рибченко (1962 р.н.) — голова Черкаської обласної організації Партії ветеранів Афганістану, Заслужений юрист України, м. Черкаси;
- Іван Михайлович Олексієнко (1945 р.н.) — полковник, кандидат військових наук, доцент, викладач військової академії м. Санкт-Петербург;
- Григорій Купріянович Дремлюк (1936 р.н.) — доктор сільськогосподарських наук, м. Одеса;
- Надія Матюшенко-Гребенюк (1942 р.н.) — педагог, журналіст, письменниця, краєзнавець, м. Сміла;
- Іван Савович Галасун (1943 р.н.) — генерал-майор танкових військ ЗС СРСР, м. Москва.
- Поліщук Михайло Андрійович (1960—1988) — прапорщик прикордонних військ КДБ СРСР, учасник війни в Афганістані, загинув при виконанні службових обов'язків, кавалер низки державних нагород.